# Цона Артиђанале-Индустријале (Удине)
Цона Артиђанале-Индустријале је насеље у Италији у округу Удине, региону Фурланија-Јулијска крајина.
Према процени из 2011. у насељу је живело 22 становника. Насеље се налази на надморској висини од 17 м.